# Wariegacja

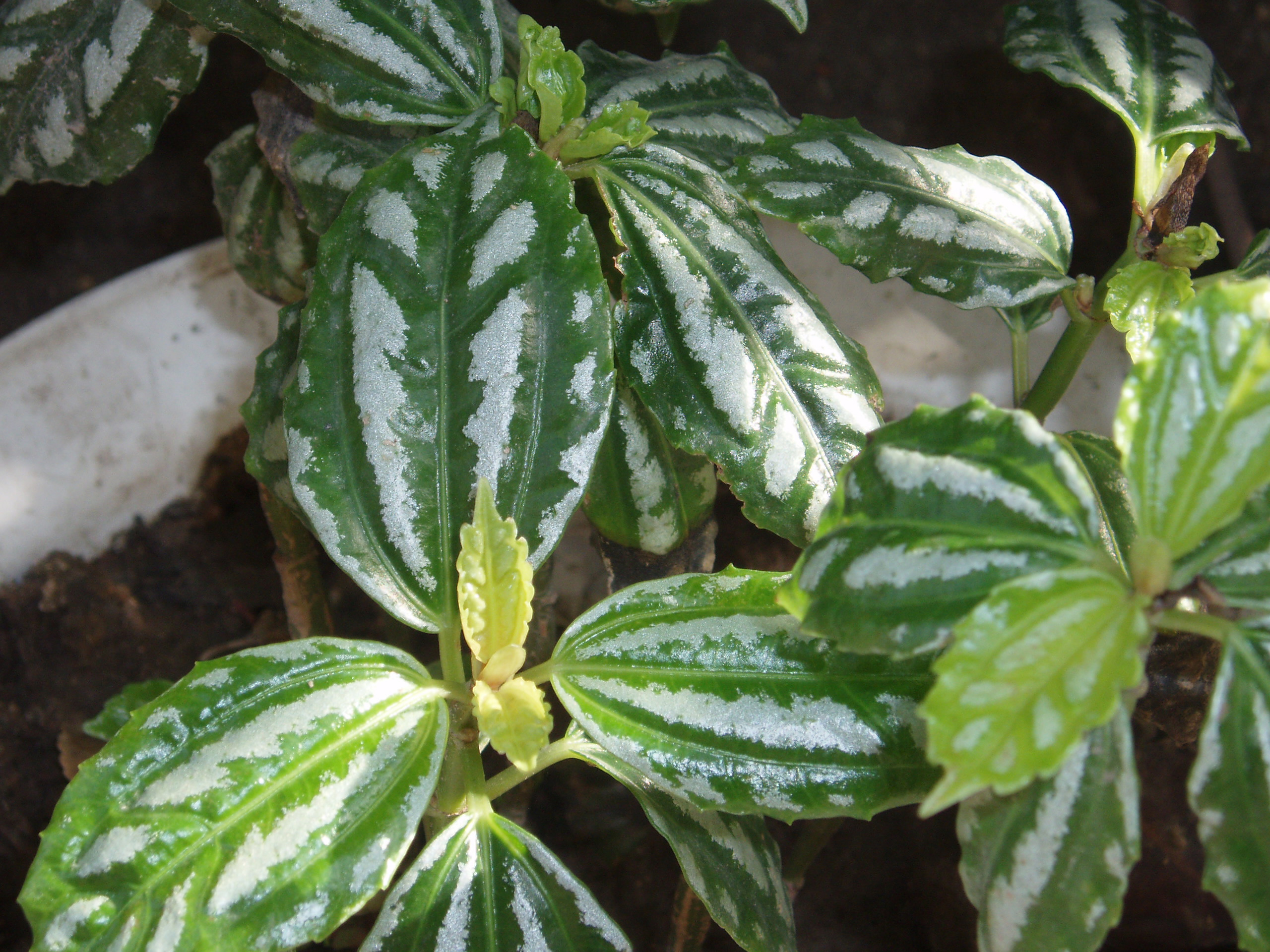
Wariegacja na Pilea cadierei

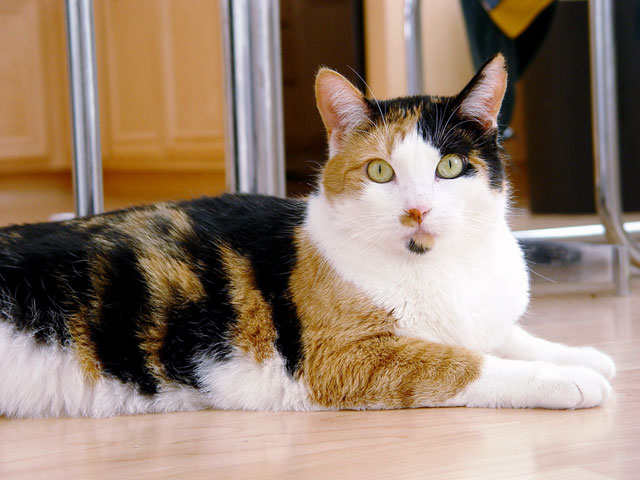
Wariegacja u kota szylkretowego

Wariegacja (mozaikowatość fenotypowa) – zmienność barw w obrębie tkanki, organu lub organizmu. 
U roślin zwykle tworzą się kontrastujące kolory w kwiatach lub albinotyczne przebarwienia na liściach. 
U zwierząt wariegację można zaobserwować np. u kotów szylkretowych. Występuje ona u samic tych ssaków, będących heterozygotami ze względu na dowolne locus sprzężone z płcią, co powoduje selektywne losowe wyłączenie jednego allelu w każdej komórce. Ponieważ liczne geny sprzężone z płcią determinują u myszy i kotów ubarwienie sierści, powstają kolorowe łaty.

## Przyczyny
- infekcja wirusowa
- niedobór składników pokarmowych
- niestabilność genetyczna spowodowana aktywnością transpozonów
- niestabilność genetyczna spowodowana losowym wyłączeniem jednego allelu w heterozygocie